# Otton z Pilczy
Otto z Pilczy (Pilica) herbu Topór, określany też jako Otto z Pilczy Pilecki, Otto z Pilicy Topór, Otton Pilecki (ur. ok. 1320, zm. przed 5 września 1385) – starosta ruski w latach od 1352-1369, starosta generalny wielkopolski w latach 1371-1372, starosta sandomierski od ok. 1376 r., ojciec królowej Elżbiety Pileckiej.

## Życiorys

### Zajmowane urzędy
Bliski współpracownik króla Kazimierza Wielkiego. W 1349 r. pośredniczył w sporze pomiędzy królem a biskupem krakowskim w sprawie zapłaty dziesięciny. W 1352 r. został starostą ruskim, następnie w 1371 r. został powołany na urząd starosty wielkopolskiego, lecz wobec oporu szlachty musiał ustąpić ze stanowiska rok później. Jako odszkodowanie za złożenie urzędu otrzymał kasztelanię wiślicką.  Ok. 1376 r. został mianowany wojewodą i starostą sandomierskim.
Zbudował zamek Smoleń koło Pilczy (dzisiejszej Pilicy). Za zasługi w sprawowaniu urzędu starosty ruskiego otrzymał od króla Łańcut, gdzie Otton wybudował zamek. W 1361 kupił wieś Sielec na terenie dzisiejszego miasta Sosnowiec. Sprzedał mu ją Abraham z Goszyc z synem Markiem.
W dokumencie księcia opawsko-raciborskiego Mikołaja z 15 grudnia 1360, po raz pierwszy pojawiają się nazwy dzisiejszych dzielnic Katowic. Książę potwierdza w nim Ottonowi z Pilicy własność wsi Jaźwce, Załęże, Roździeń, Szopienice, Bogucice i miasta Mysłowice.

### Małżeństwo i potomstwo
Jego żoną była Jadwiga Melsztyńska. W źródłach brak jest informacji o poprzednich małżeństwach Ottona, jednak najprawdopodobniej Jadwiga była jego drugą lub trzecią żoną. Z tego związku ok. 1370 r. urodziła się córka Elżbieta, która po śmierci Ottona odziedziczyła po nim ogromne posiadłości łańcuckie oraz Pilicę i stała się najbogatszą panną w Polsce. Poprzez ślub 2 maja 1417 r. w Sanoku została trzecią żoną króla Władysława Jagiełły i 19 listopada 1417 roku była koronowana na Wawelu na królową Polski.

### Śmierć
Nie jest znana dokładna data śmierci Ottona, jednak zmarł zapewne przed 5 września 1385 r. Król Władysław Jagiełło udzielił wdowie po Ottonie pełnomocnictwo do prowadzenia wszelkich spraw sądowych, a następnym starostą sandomierskim został jej bliski krewny. Jadwiga Melsztyńska w 1386 r. została matką chrzestną króla.